# A Dreamers Christmas
 (avril 2025).
A Dreamers Christmas est un album de John Zorn joué par le groupe The Dreamers, paru chez Tzadik en 2011 en CD et en vinyle en édition limitée. Un 45 tours, le premier publié par Tzadik, propose également deux titres extraits de l'album : The Christmas Song et Santa’s Workshop. L'album est composé de chansons de Noël traditionnelles, agrémentées de deux titres composés par John Zorn. Mike Patton chante sur The Christmas Song. L'album est accompagné d'une planche d'autocollants dessinés par Heung-Heung Chin, graphiste du label Tzadik. La musique est typiquement une musique de Noël.

## Titres
| 1.    | Winter Wonderland                      | 4:13 |
| 2.    | Snowfall                               | 5:10 |
| 3.    | Christmas Time Is Here                 | 4:38 |
| 4.    | Santa's Workshop                       | 5:21 |
| 5.    | Have Yourself a Merry Little Christmas | 5:16 |
| 6.    | Let It Snow! Let It Snow! Let It Snow! | 4:03 |
| 7.    | Santa Claus Is Coming To Town          | 6:29 |
| 8.    | Magical Sleigh Ride                    | 6:23 |
| 9.    | The Christmas Song                     | 6:33 |
| 48:11 |                                        |      |

## Personnel
- Cyro Baptista - percussion
- Joey Baron - batterie
- Trevor Dunn - basse
- Marc Ribot - guitare
- Jamie Saft - piano, orgue
- Kenny Wollesen - vibraphone

Invité :
- Mike Patton - voix (9)